# Associazione Sportiva Roma 1979-1980
Questa voce raccoglie le informazioni riguardanti l'Associazione Sportiva Roma nelle competizioni ufficiali della stagione 1979-1980.

## Stagione

Il capitano Sergio Santarini solleva la terza Coppa Italia nella storia romanista

Richiamato in panchina Nils Liedholm, licenziatosi dal Milan per dissidi contrattuali, Dino Viola effettua una campagna acquisti secondo le esigenze dell'allenatore facendo rientrare dal prestito al Genoa Bruno Conti, acquistando dal Parma il giovane centrocampista Carlo Ancelotti (strappato all'Inter), nonché gli esperti Benetti (proveniente dalla Juventus) e Turone (dal Catanzaro).
Grazie ad alcune scelte tattiche, tra cui la sostituzione di Paolo Conti (in rotta con la curva e con l'allenatore) con Franco Tancredi nel ruolo di portiere titolare e l'adozione della marcatura a zona nel reparto difensivo (scelta dovuta alla compresenza di due giocatori dello stesso ruolo come Turone e Santarini, peraltro poco propensi alla marcatura a uomo a causa dell'età avanzata), la Roma disputa un campionato altalenante ma complessivamente positivo, arrivando persino ad assumere il ruolo di inseguitrice dell'Inter capolista. Tuttavia, al termine del campionato, la squadra rimedia tre sconfitte consecutive che la fanno scivolare fino al settimo posto.
Tra gli episodi significativi di questo campionato vi sono i due derby con la Lazio: il primo, in programma il 28 ottobre 1979, è funestato da disordini e incidenti dovuti alla morte del tifoso laziale Vincenzo Paparelli, ucciso da un razzo scagliato dalla Curva Sud. Il secondo invece, vinto dalla Roma con un gol in extremis di Paolo Giovannelli, è giocato in pieno scandalo del calcioscommesse, vicenda da cui la Roma esce pulita.
Al termine di questa travagliata stagione, la Roma ha tuttavia modo di vincere la sua terza Coppa Italia: dopo aver vinto il girone della prima fase, i giallorossi eliminano il Milan (regolato all'andata a San Siro per 4-0) e la Ternana giungendo così in finale contro il Torino: la partita, conclusasi con il risultato di 0-0 dopo i tempi supplementari, vede la Roma prevalere nella sequenza dei calci di rigore, caratterizzata da numerosi errori da entrambe le parti.

## Divise
Lo sponsor tecnico è Pouchain. La divisa primaria della Roma è costituita da maglia rossa con collo a V bianco, maniche bianche e decorazioni gialle e arancioni, pantaloncini bianchi e calzettoni bianchi decorati con giallo rosso e arancione. In trasferta la Lupa usa un kit simile alla home tuttavia con il body della maglia a preminenza bianca. I portieri hanno due divise: la prima è formata da maglia rossa con colletto a polo, pantaloncini neri e calzettoni bianchi, la seconda è costituita da maglia gialla con colletto a polo abbinata agli stessi calzettoni e calzoncini.
| Casa | Trasferta | 1ª portiere | 2ª portiere |

## Organigramma societario
Di seguito l'organigramma societario.
Area direttiva
- Presidente: Dino Viola

Area tecnica
- Direttore sportivo: Luciano Moggi
- Allenatore: Nils Liedholm
- Allenatore in seconda: Luciano Tessari

Area sanitaria
- Medico sociale: Ernesto Alicicco
- Massaggiatore: Roberto Minaccioni, Vittorio Boldorini

## Rosa

Il promettente nuovo acquisto Carlo Ancelotti

Di seguito la rosa.
| N. |                   | Ruolo | Calciatore                  |
| -- | ----------------- | ----- | --------------------------- |
|    | Italia (bandiera) | P     | Paolo Conti                 |
|    | Italia (bandiera) | P     | Claudio Del Ciello          |
|    | Italia (bandiera) | P     | Franco Tancredi             |
|    | Italia (bandiera) | D     | Mauro Amenta                |
|    | Italia (bandiera) | D     | Franco Peccenini            |
|    | Italia (bandiera) | D     | Francesco Rocca             |
|    | Italia (bandiera) | D     | Sergio Santarini (capitano) |
|    | Italia (bandiera) | D     | Luciano Spinosi             |
|    | Italia (bandiera) | D     | Maurizio Turone             |
|    | Italia (bandiera) | C     | Walter Allievi              |
|    | Italia (bandiera) | C     | Romeo Benetti               |
|    | Italia (bandiera) | C     | Bruno Conti                 |

| N. |                   | Ruolo | Calciatore             |
| -- | ----------------- | ----- | ---------------------- |
|    | Italia (bandiera) | C     | Michele De Nadai       |
|    | Italia (bandiera) | C     | Agostino Di Bartolomei |
|    | Italia (bandiera) | C     | Antonio Di Carlo       |
|    | Italia (bandiera) | C     | Paolo Giovannelli      |
|    | Italia (bandiera) | C     | Massimo Lattuca        |
|    | Italia (bandiera) | C     | Domenico Maggiora      |
|    | Italia (bandiera) | C     | Gesualdo Piacenti      |
|    | Italia (bandiera) | C     | Maurizio Raggi         |
|    | Italia (bandiera) | A     | Carlo Ancelotti        |
|    | Italia (bandiera) | A     | Roberto Pruzzo         |
|    | Italia (bandiera) | A     | Roberto Scarnecchia    |
|    | Italia (bandiera) | A     | Guido Ugolotti         |

## Calciomercato
Di seguito il calciomercato.
| Acquisti | Acquisti           | Acquisti      | Acquisti                 |
| R.       | Nome               | da            | Modalità                 |
| -------- | ------------------ | ------------- | ------------------------ |
| P        | Claudio Del Ciello | Sampdoria     | definitivo               |
| D        | Mauro Amenta       | Fiorentina    | definitivo               |
| D        | Maurizio Turone    | Catanzaro     | definitivo               |
| C        | Carlo Ancelotti    | Parma         | comproprietà (750 mln £) |
| C        | Romeo Benetti      | Juventus      | definitivo               |
| C        | Bruno Conti        | Genoa         | fine prestito            |
| C        | Gesualdo Piacenti  | Pescara       | fine prestito            |
| C        | Maurizio Raggi     | Banco di Roma | definitivo               |

| Cessioni | Cessioni              | Cessioni  | Cessioni      |
| R.       | Nome                  | a         | Modalità      |
| -------- | --------------------- | --------- | ------------- |
| P        | Fernando Orsi         | Siena     | definitivo    |
| D        | Giacomo Chinellato    | Pescara   | definitivo    |
| C        | Loris Boni            | Pescara   | definitivo    |
| C        | Paolo Borelli         | Catanzaro | definitivo    |
| C        | Giancarlo De Sisti    | -         | fine carriera |
| C        | Gesualdo Piacenti     | Sampdoria | definitivo    |
| C        | Pietro Sbaccanti      | Cerretese | definitivo    |
| A        | Walter Casaroli       | Parma     | definitivo    |
| A        | Paolo Alberto Faccini | Nocerina  | prestito      |

## Risultati

### Serie A

#### Girone di andata
| Roma 16 settembre 1979, ore 16:00 1ª giornata | Roma               | 0 – 0 referto | Milan | Stadio Olimpico di Roma (77 404 spett.)\| Arbitro: \| Michelotti (Parma) \| |
| Arbitro:                                      | Michelotti (Parma) |               |       |                                                                             |

| Arbitro: | Lo Bello (Siracusa) |

|                          |           |                                         |
| Di Michele 3’ Nobili 70’ | Marcatori | 1’ Scarnecchia 34’ Amenta 54’ Ancelotti |

| Arbitro: | Barbaresco (Cormons) |

|            |           |                          |
| Pruzzo 57’ | Marcatori | 55’ Savoldi 65’ Chiarugi |

| Arbitro: | Mattei (Macerata) |

|                           |           |  |
| Lucido 3’ Damiani 5’, 69’ | Marcatori |  |

| Arbitro: | Casarin (Milano) |

|           |           |          |
| Conti 40’ | Marcatori | 41’ Sala |

| Udine 21 ottobre 1979, ore 14:30 6ª giornata | Udinese       | 0 – 0 referto | Roma | Stadio Friuli (25 764 spett.)\| Arbitro: \| Lops (Torino) \| |
| Arbitro:                                     | Lops (Torino) |               |      |                                                              |

| Arbitro: | D'Elia (Salerno) |

|            |           |                 |
| Pruzzo 16’ | Marcatori | 6’ (aut.) Rocca |

| Arbitro: | Redini (Pisa) |

|                  |           |                                    |
| Palanca 32’, 67’ | Marcatori | 77’ Di Bartolomei 86’ (aut.) Orazi |

| Arbitro: | Bergamo (Livorno) |

|                            |           |           |
| Rossi 22’, 29’ Goretti 80’ | Marcatori | 21’ Conti |

| Arbitro: | Pieri (Genova) |

|               |           |  |
| Ancelotti 47’ | Marcatori |  |

| Arbitro: | Panzino (Catanzaro) |

|                               |           |             |
| Di Bartolomei 25’, 72’ (rig.) | Marcatori | 6’ Desolati |

| Arbitro: | Casarin (Milano) |

|                           |           |  |
| Bettega 5’ Marocchino 37’ | Marcatori |  |

| Arbitro: | Menicucci (Firenze) |

|                          |           |  |
| Di Bartolomei 62’ (rig.) | Marcatori |  |

| Arbitro: | Paparesta (Bari) |

|              |           |                          |
| Selvaggi 11’ | Marcatori | 4’, 89’ Pruzzo 45’ Conti |

| Arbitro: | Lops (Torino) |

|              |           |          |
| Ugolotti 71’ | Marcatori | 54’ Piga |

#### Girone di ritorno
| Milano 13 gennaio 1980, ore 14:30 16ª giornata | Milan             | 0 – 0 referto | Roma | Stadio San Siro (36 096 spett.)\| Arbitro: \| Bergamo (Livorno) \| |
| Arbitro:                                       | Bergamo (Livorno) |               |      |                                                                    |

| Arbitro: | Casarin (Milano) |

|                          |           |  |
| Ancelotti 51’ Pruzzo 76’ | Marcatori |  |

| Arbitro: | Redini (Pisa) |

|             |           |                  |
| Savoldi 52’ | Marcatori | 9’ Di Bartolomei |

| Roma 3 febbraio 1980, ore 15:00 19ª giornata | Roma               | 0 – 0 referto | Napoli | Stadio Olimpico di Roma (52 467 spett.)\| Arbitro: \| Michelotti (Parma) \| |
| Arbitro:                                     | Michelotti (Parma) |               |        |                                                                             |

| Arbitro: | Lo Bello (Siracusa) |

|              |           |  |
| Graziani 18’ | Marcatori |  |

| Arbitro: | D'Elia (Salerno) |

|            |           |          |
| Pruzzo 18’ | Marcatori | 25’ Vriz |

| Arbitro: | Mattei (Macerata) |

|             |           |                            |
| D'Amico 74’ | Marcatori | 60’ Pruzzo 85’ Giovannelli |

| Arbitro: | Menicucci (Firenze) |

|            |           |  |
| Pruzzo 75’ | Marcatori |  |

| Arbitro: | Casarin (Milano) |

|                                                                  |           |  |
| Dal Fiume 26’ (aut.) Benetti 46’ Pruzzo 60’ (rig.) Ancelotti 81’ | Marcatori |  |

| Arbitro: | Bergamo (Livorno) |

|                                |           |  |
| Scanziani 7’, 30’ Bellotto 85’ | Marcatori |  |

| Arbitro: | Barbaresco (Cormons) |

|                                        |           |            |
| Antognoni 3’, 15’ Santarini 39’ (aut.) | Marcatori | 74’ Pruzzo |

| Arbitro: | D'Elia (Salerno) |

|            |           |                                   |
| Pruzzo 36’ | Marcatori | 3’ Gentile 29’ Scirea 79’ Bettega |

| Arbitro: | Lops (Torino) |

|                        |           |                       |
| Oriali 34’ Mozzini 88’ | Marcatori | 17’ Pruzzo 44’ Turone |

| Arbitro: | Ballerini (La Spezia) |

|              |           |          |
| De Nadai 46’ | Marcatori | 5’ Piras |

| Arbitro: | Magni (Bergamo) |

|  |           |               |
|  | Marcatori | 69’ Santarini |

### Coppa Italia

#### Primo turno
| Arbitro: | D'Elia (Salerno) |

|  |           |                   |
|  | Marcatori | 24’ Di Bartolomei |

| Arbitro: | Casarin (Milano) |

|                 |           |                |
| Pruzzo 25’, 31’ | Marcatori | 29’, 59’ Iorio |

| Arbitro: | Panzino (Catanzaro) |

|                              |           |             |
| Pruzzo 43’ Di Bartolomei 47’ | Marcatori | 65’ Roselli |

| Arbitro: | Mattei (Macerata) |

|  |           |                   |
|  | Marcatori | 22’ Di Bartolomei |

#### Fase finale
| Arbitro: | Michelotti (Parma) |

|  |           |                                                   |
|  | Marcatori | 18’ Benetti 24’ (aut.) Bet 30’ Conti 86’ Ugolotti |

| Arbitro: | Reggiani (Bologna) |

|                              |           |                       |
| Minoia 20’ (aut.) Pruzzo 59’ | Marcatori | 64’ Capello 74’ Bigon |

| Arbitro: | Michelotti (Parma) |

|             |           |             |
| De Rosa 75’ | Marcatori | 83’ Benetti |

| Arbitro: | Redini (Pisa) |

|                |           |  |
| Pruzzo 6’, 45’ | Marcatori |  |

| Arbitro: | Michelotti (Parma) |

|                                                              |                      |                                                    |
| Giovannelli Conti De Nadai Di Bartolomei Santarini Ancelotti | Tiri di rigore 3 – 2 | Mandorlini Mariani Greco Graziani Pecci Zaccarelli |

## Statistiche

### Statistiche di squadra
Di seguito le statistiche di squadra.
| Competizione | Punti | In casa | In casa | In casa | In casa | In casa | In casa | In trasferta | In trasferta | In trasferta | In trasferta | In trasferta | In trasferta | Totale | Totale | Totale | Totale | Totale | Totale | DR |
| Competizione | Punti | G       | V       | N       | P       | Gf      | Gs      | G            | V            | N            | P            | Gf           | Gs           | G      | V      | N      | P      | Gf     | Gs     | DR |
| ------------ | ----- | ------- | ------- | ------- | ------- | ------- | ------- | ------------ | ------------ | ------------ | ------------ | ------------ | ------------ | ------ | ------ | ------ | ------ | ------ | ------ | -- |
| Serie A      | 32    | 15      | 6       | 7       | 2       | 18      | 11      | 15           | 4            | 5            | 6            | 16           | 24           | 30     | 10     | 12     | 8      | 34     | 35     | -1 |
| Coppa Italia |       | 5       | 2       | 3       | 0       | 8       | 5       | 4            | 3            | 1            | 0            | 7            | 1            | 9      | 5      | 4      | 0      | 15     | 6      | +9 |
| Totale       |       | 17      | 8       | 10      | 2       | 26      | 16      | 19           | 7            | 6            | 6            | 23           | 25           | 39     | 15     | 16     | 8      | 49     | 41     | +8 |

### Andamento in campionato
| Giornata  | 1 | 2 | 3 | 4  | 5  | 6  | 7 | 8  | 9  | 10 | 11 | 12 | 13 | 14 | 15 | 16 | 17 | 18 | 19 | 20 | 21 | 22 | 23 | 24 | 25 | 26 | 27 | 28 | 29 | 30 |
| --------- | - | - | - | -- | -- | -- | - | -- | -- | -- | -- | -- | -- | -- | -- | -- | -- | -- | -- | -- | -- | -- | -- | -- | -- | -- | -- | -- | -- | -- |
| Luogo     | C | T | C | T  | C  | T  | C | T  | T  | C  | C  | T  | C  | T  | C  | T  | C  | T  | C  | T  | C  | T  | C  | C  | T  | T  | C  | T  | C  | T  |
| Risultato | N | V | P | P  | N  | N  | N | N  | P  | V  | V  | P  | V  | V  | N  | N  | V  | N  | N  | P  | N  | V  | V  | V  | P  | P  | P  | N  | N  | V  |
| Posizione | 2 | 1 | 7 | 10 | 10 | 10 | 9 | 10 | 13 | 10 | 8  | 10 | 7  | 3  | 4  | 3  | 3  | 3  | 3  | 5  | 7  | 5  | 2  | 2  | 2  | 5  | 7  | 7  | 7  | 7  |

Legenda:

Luogo: C = Casa; T = Trasferta. Risultato: V = Vittoria; N = Pareggio; P = Sconfitta.

### Statistiche dei giocatori
Desunte dai tabellini de La Stampa e de L'Unità.
| Giocatore        | Serie A  | Serie A | Coppa Italia | Coppa Italia | Totale   | Totale |
| Giocatore        | Presenze | Reti    | Presenze     | Reti         | Presenze | Reti   |
| ---------------- | -------- | ------- | ------------ | ------------ | -------- | ------ |
| P. Conti         | 12       | -19     | 4            | -3           | 16       | -22    |
| C. Del Ciello    | 0        | -0      | 0            | -0           | 0        | -0     |
| F. Tancredi      | 18       | -16     | 5            | -3           | 23       | -19    |
| M. Amenta        | 13       | 1       | 8            | 0            | 21       | 1      |
| F. Peccenini     | 15       | 0       | 3            | 0            | 18       | 0      |
| F. Rocca         | 20       | 0       | 1            | 0            | 21       | 0      |
| S. Santarini     | 24       | 1       | 9            | 0            | 33       | 1      |
| L. Spinosi       | 9        | 0       | 2            | 0            | 11       | 0      |
| M. Turone        | 26       | 1       | 7            | 0            | 33       | 1      |
| W. Allievi       | -        | -       | -            | -            | -        | -      |
| R. Benetti       | 25       | 1       | 9            | 2            | 34       | 3      |
| B. Conti         | 28       | 3       | 9            | 1            | 37       | 4      |
| M. De Nadai      | 26       | 1       | 8            | 0            | 34       | 1      |
| A. Di Bartolomei | 23       | 5       | 7            | 3            | 30       | 8      |
| A. Di Carlo      | -        | -       | -            | -            | -        | -      |
| P. Giovannelli   | 16       | 1       | 4            | 0            | 20       | 1      |
| M. Lattuca       | -        | -       | -            | -            | -        | -      |
| D. Maggiora      | 19       | 0       | 8            | 0            | 27       | 0      |
| G. Piacenti      | -        | -       | -            | -            | -        | -      |
| M. Raggi         | -        | -       | -            | -            | -        | -      |
| C. Ancelotti     | 27       | 0       | 9            | 0            | 36       | 0      |
| R. Pruzzo        | 28       | 12      | 9            | 6            | 37       | 18     |
| R. Scarnecchia   | 8        | 1-      | 7            | 0            | 15       | 1      |
| G. Ugolotti      | 10       | 1       | 4            | 1            | 14       | 2      |

## Giovanili

### Piazzamenti
- Primavera:
  - Campionato Primavera
  - Coppa Italia Primavera

### Videografia
- Manuela Romano (a cura di), La storia della A.S. Roma (10 DVD-Video), Corriere dello Sport, Rai Trade, 2006.